# Central High
Central High é uma cidade  localizada no estado norte-americano de Oklahoma, no Condado de Stephens.

## Demografia
Segundo o censo norte-americano de 2000, a sua população era de 954 habitantes.
Em 2006, foi estimada uma população de 969, um aumento de 15 (1.6%).

## Geografia
De acordo com o United States Census Bureau tem uma área de
139,2 km², dos quais 138,9 km² cobertos por terra e 0,3 km² cobertos por água.

## Localidades na vizinhança
O diagrama seguinte representa as localidades num raio de 24 km ao redor de Central High.